# Акация авеню
Акация авеню (на английски: Acacia Avenue) е клише от британската култура, означаващо улица от предградията, където живее средната класа. Има повече от 60 авенюта с това име в Обединеното кралство, като 9 от тях са в Голям Лондон.

## Култура
- Британската хевиметъл група Iron Maiden записва песен със заглавие 22 Acacia Avenue. Тя е включена в албума The Number of the Beast.
- Dark Tranquillity изпълняват дет метъл версия на 22 Acacia Avenue в Tribute to the Beast.
- На обложката на албума на Maiden Somewhere in Time Еди е застанал на Акация авеню 22. Проститутката Шарлот е на един от прзорците (песента, към която е препратката, е Charlotte the Harlot).
- В играта Guitar Hero 3 първата част е на адреса „Акация авеню“ 22, което е препратка към Iron Maiden.
- В играта Rock Band едно от сборищата е на „Акация авеню“ 22 – друга препратка към песента на Maiden.
- Хенри Кас режисира филм, озаглавен „Акация авеню“ 29 (1945).
- Бананения човек (британски герой от комикс) живее на „Акация авеню“ 29.
- „Акация авеню“ е име на музикална група от Шефилд.

|  | Тази страница частично или изцяло представлява превод на страницата Acacia Avenue в Уикипедия на английски. Оригиналният текст, както и този превод, са защитени от Лиценза „Криейтив Комънс – Признание – Споделяне на споделеното“, а за съдържание, създадено преди юни 2009 година – от Лиценза за свободна документация на ГНУ. Прегледайте историята на редакциите на оригиналната страница, както и на преводната страница, за да видите списъка на съавторите. ВАЖНО: Този шаблон се отнася единствено до авторските права върху съдържанието на статията. Добавянето му не отменя изискването да се посочват конкретни източници на твърденията, които да бъдат благонадеждни. |